# Aviv Kochavi
Rav-Aluf (luitenant-generaal) Aviv Kochavi (Hebreeuws: אביב כוכבי) (Kirjat Bialik, 23 april 1964) was van 2019 tot 2023 de chef van de generale staf van de Israëlisch defensieleger. Hij was de commandant van de Gaza-divisie, commandant van het Noordelijke Commando, commandant van de Parachutistenbrigade en directeur van de militaire inlichtingendienst.

## Loopbaan
Kochavi was een van de drie kinderen van Shaul en Riva Kochavi. Zijn vader was een winkeleigenaar en zijn moeder was lerares lichamelijke opvoeding. Zijn grootvader van moederskant en enkele van zijn broers emigreerden voor de Tweede Wereldoorlog vanuit Rusland naar Israël. De familie van zijn grootvader van vaderskant woonde in Krakau, Polen. Zijn grootvader, Romek-Abraham, emigreerde naar Israël in de jaren 1920, en was een van de pioniers van Highway 75 en een van de oprichters van Kiryat Haim.
Hij groeide op in Kirjat Bialik in het district Haifa en was lid van de HaMahanot HaOlim Labour zionistische jeugdbeweging. Hij studeerde aan de Habonim-school en de ORT Kiryat Bialik-school.
Kochavi heeft een bachelor in filosofie van de Hebreeuwse Universiteit van Jeruzalem, een master in openbaar bestuur van de Harvard University en een master in internationale betrekkingen van de Johns Hopkins University.

### Militaire carrière
Kochavi werd in 1982 opgeroepen voor de IDF. Hij meldde zich vrijwillig aan als parachutist in de Parachutistenbrigade en werd geplaatst in het 890e Bataljon. Hij diende als soldaat en ploegleider. In 1985 werd hij een infanterie-officier na het voltooien van de Officiers kandidaat school en keerde terug naar de Parachutistenbrigade als pelotonsleider. Tijdens zijn carrière leidde Kochavi de antitankcompagnie van de brigade.
Tussen 1993 en 1994 leidde hij het 101ste "Peten" (Elapidae) parachutistenbataljon in contraguerrilla-operaties in Zuid-Libanon. Daarna voerde hij het bevel over een regionale brigade in Zuid-Libanon en een reserve Parachutistenbrigade. Later voerde hij het bevel over de trainingsbasis van de brigade, was plaatsvervangend commandant van de brigade en commandant van de reservist parachutist 551 brigade.

#### Commandant van de Parachutistenbrigade
In 2001 werd hij benoemd tot commandant van de Parachutistenbrigade, een functie die hij tot 2003 bekleedde. Samen met een groep andere commandanten van de veldeenheden, waaronder Moshe Tamir, Yair Golan, Gal Hirsch en Noam Tibon, was hij een van de pushers om op te treden tegen de bronnen van Palestijnse militantie tijdens de Tweede Intifada in de kashba's en vluchtelingenkampen, ondanks dat het drukke en gecompliceerde stedelijke gebieden zijn, en ondanks de aarzelingen van het hogere commando van de IDF. Hij leidde de brigade met succes bij de overname van het vluchtelingenkamp Balata in Nablus in februari 2002.

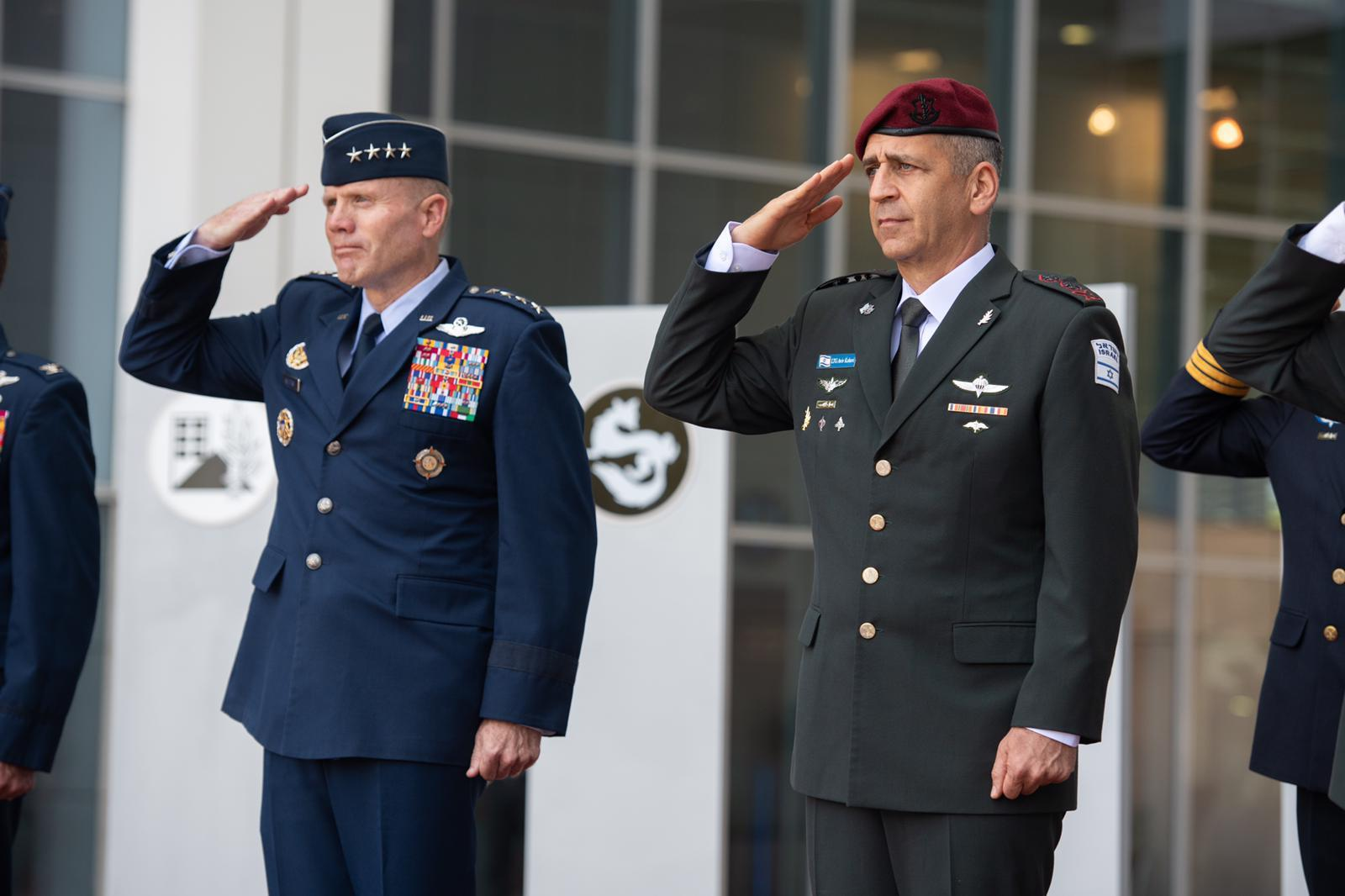
Aviv Kochavi met Supreme Allied Commander Europe Tod D. Wolters

Vervolgens leidde hij de brigade in Operatie Defensive Shield en in andere operaties op de Westelijke Jordaanoever tegen de Palestijnse militante infrastructuur, waaronder de verovering van Bethlehem en het opleggen van een belegering van de Geboortekerk, waarbij vijftig gewapende gezochte mannen versterkten zich, hielden ongeveer 200 gijzelaars en voerden vuurgevechten tegen de IDF.
In 2002 tijdens de Tweede Intifada, terwijl hij op het slagveld was, ontwikkelde Kochavi het gebruik van een hamer van 5 kg om muren af te breken en huizen in vluchtelingenkampen te doorkruisen om te voorkomen dat zijn soldaten door sluipschutters zouden worden neergeschoten. Deze tactiek is overgenomen door andere legers, waaronder het Amerikaanse leger.

#### Brigadegeneraal rollen
In 2003 werd hij gepromoveerd tot de rang van brigadegeneraal en benoemd tot commandant van de 98e Parachutisten Divisie, en diende tot november 2004. Op 30 november 2004 werd hij benoemd tot commandant van de Gaza-divisie en leidde de divisie in operaties tegen de lancering van Qassam-raketten en de infrastructuur van Palestijnse militanten in de Gazastrook, waaronder Operatie Summer Rains. Tijdens zijn dienst als divisiecommandant hebben zich twee belangrijke gebeurtenissen voorgedaan: het terugtrekkingsplan in september 2005 en de ontvoering van Gilad Shalit in juni 2006.
In 2007 werd hij benoemd tot hoofd van de Operatie divisie van het Operatie Directoraat van de IDF, een functie die hij bekleedde tot januari 2010, gedurende welke tijd hij deelnam aan de planning van Operation Cast Lead. Daarna was hij projectmanager bij de directie Planning.

#### Grote algemene rollen

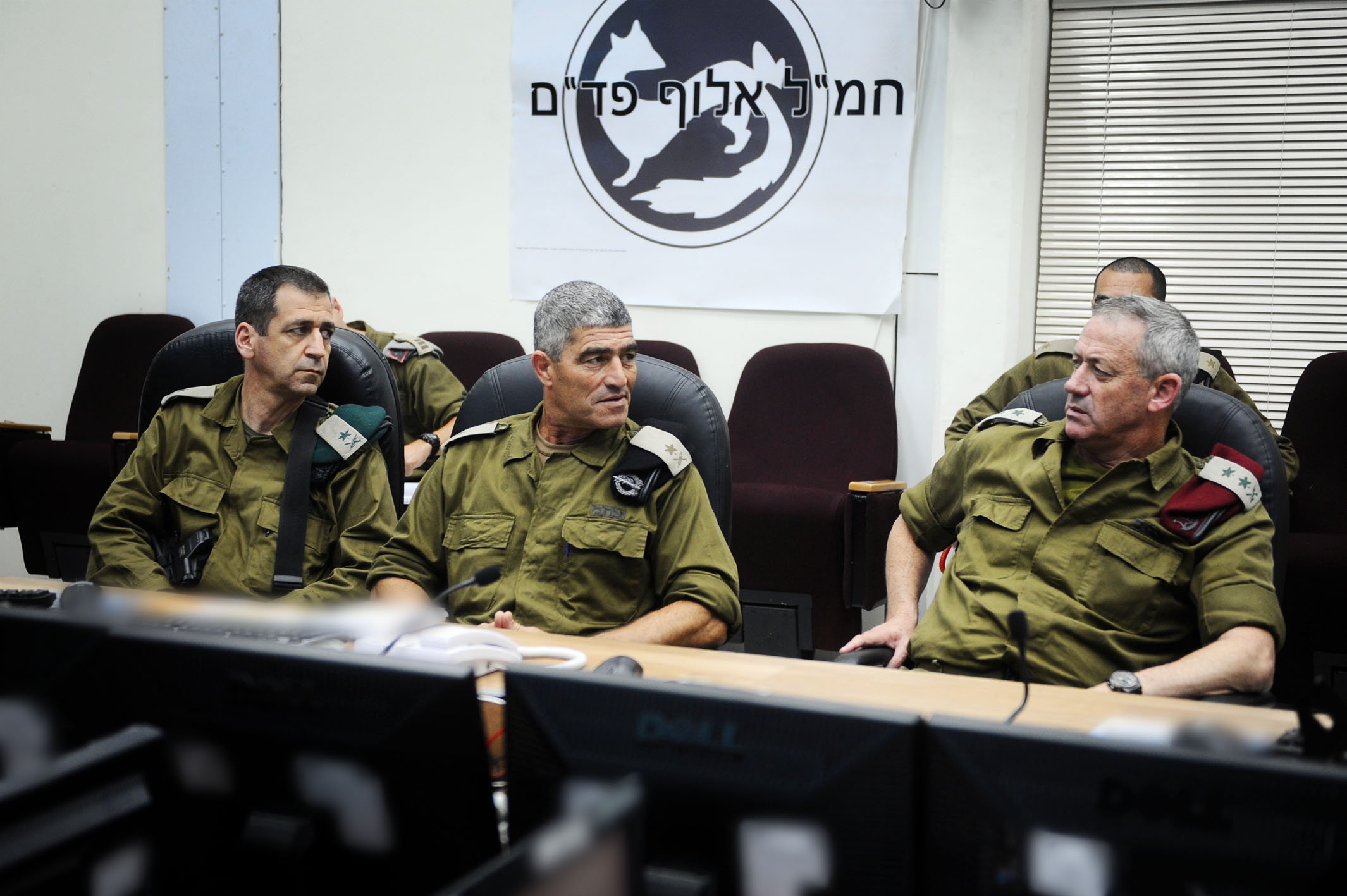
Van rechts naar links: Stafchef Benny Gantz, bevelhebber van het Zuidelijk Commando Tal Russo, en hoofd van de Israëlische militaire inlichtingendienst Aviv Kochavi

Hij ontving de rol van het hoofd van de Israëlische militaire inlichtingendienst op 22 november 2010. Tijdens zijn ambtstermijn nam hij deel aan de planning van Operatie Pillar of Defense, Operation Full Disclosure, Operation Brother's Keeper en Operation Protective Edge.
In november 2014 werd hij benoemd tot commandant van het Northern Command. Tijdens zijn ambtstermijn werd de barrière tegen Hezbollah aan de grens met Libanon gebouwd, tegelijkertijd voerden de commandotroepen activiteiten uit om militante infrastructuur van Syrisch grondgebied te dwarsbomen, samen met het promoten van een goed nabuurschapsproject genaamd Operatie Goede Buur aan de Syrische grens.
Op 11 mei 2017 werd hij benoemd tot plaatsvervangend chef van de generale staf van het Israëlische defensieleger. Hij vervulde deze functie tot 13 december 2018.

#### Chef van de Generale Staf
Op 26 oktober 2018 beval minister van Defensie Avigdor Lieberman zijn benoeming aan als de 22e stafchef van de IDF, met toestemming van premier Benjamin Netanyahu. Op 25 november keurde de regering zijn benoeming goed. Op 15 januari 2019 werd hij gepromoveerd tot de rang van generaal-majoor en begon zijn dienst als stafchef.
In november 2019 voerde Kochavi het bevel over de IDF in Operatie Black Belt, toen het vocht tegen de Palestijnse Islamitische Jihad (PIJ), na de gerichte moord op de hoge PIJ-commandant Baha Abu al-Ata in Gaza. Hij leidde ook het Israëlische leger tijdens Operatie Guardian of the Walls in mei 2021.
Later in mei kondigde minister van Defensie Benny Gantz aan dat hij de regering zal vragen om zijn ambtstermijn als stafchef van de IDF met een extra jaar te verlengen. In juli keurde de regering de verlenging van de termijn goed.
In 2022 voerde Kochavi het bevel over Operatie breek de golf en ondersteunende Operatie Dageraad. Op 16 januari 2023 trad Kochavi uit actieve dienst en droeg het opperbevel over aan Herzi Halevi.

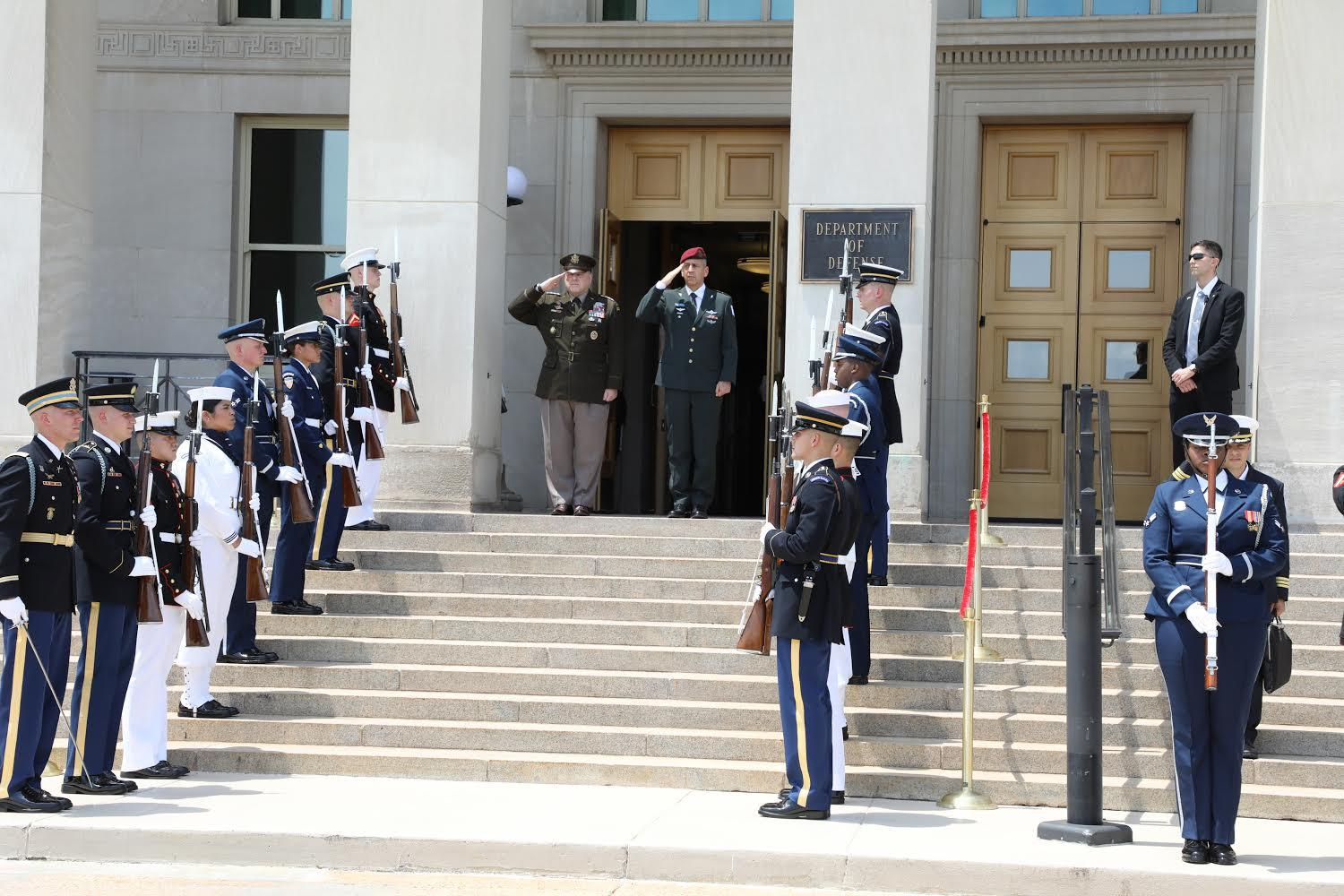
Aviv Kochavi's bezoek aan de Verenigde Staten, juni 2021

## Persoonlijke leven
Kochavi is getrouwd en is vader van drie dochters, hij woont in Adi. Kochavi is daarnaast een vegetarisch eter.

## Decoraties
- Tweede Libanese oorlog
- Zuid-Libanese veiligheidszone
- Operatie Potective edge